# Darrell Green
College Football Hall of Fame 2004
Pro Football Hall of Fame 2008
(en) Statistiques sur pro-football-reference
Darrell Green, né le 15 février 1960 à Houston (Texas), est un joueur de football américain ayant évolué comme cornerback.

## Biographie
Il fit sa carrière universitaire à l'Texas A&M University–Kingsville, puis fut drafté en 1983 à la 28e place (premier tour) par les Redskins de Washington. Durant vingt saison, il restera dans la même franchise ce qui lui donnera le surnom de Ageless Wonder (« Merveille sans âge ») et lui donnera le record de fidélité à une franchise (avec Jackie Slater). Il est considéré comme l'un des meilleurs cornerbacks de son époque et de l'histoire de la National Football League (NFL) et comme l'un des meilleurs joueurs de la franchise de Washington.
Il remporta les récompenses Walter Payton Man of the Year Award en 1996 et Bart Starr Award en 1997.
Il détient le record d'avoir fait 19 saisons avec au moins une interception.
Il remporta les Super Bowls XXII (saison NFL 1987) et XXVI (saison NFL 1991).
Il fut sélectionné sept fois au Pro Bowl (1984, 1986, 1987, 1990, 1991, 1996 et 1997) et fait partie de l'Équipe NFL de la décennie 1990. En 2008, il fut également intronisé au Pro Football Hall of Fame.
Il a créé une organisation caritative à son nom : Darrell Green Youth Life Foundation.